# 싱문강

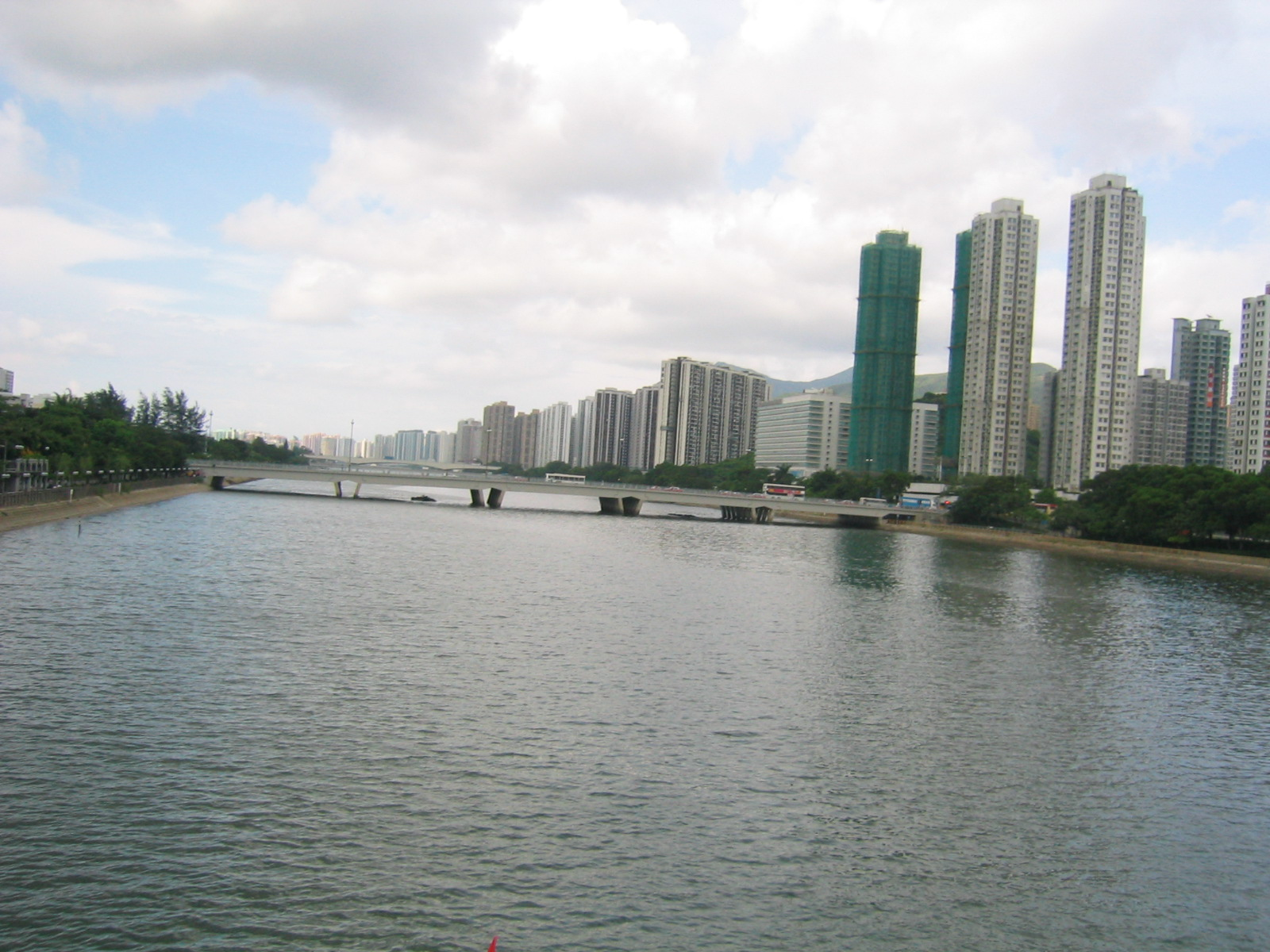
싱문 강

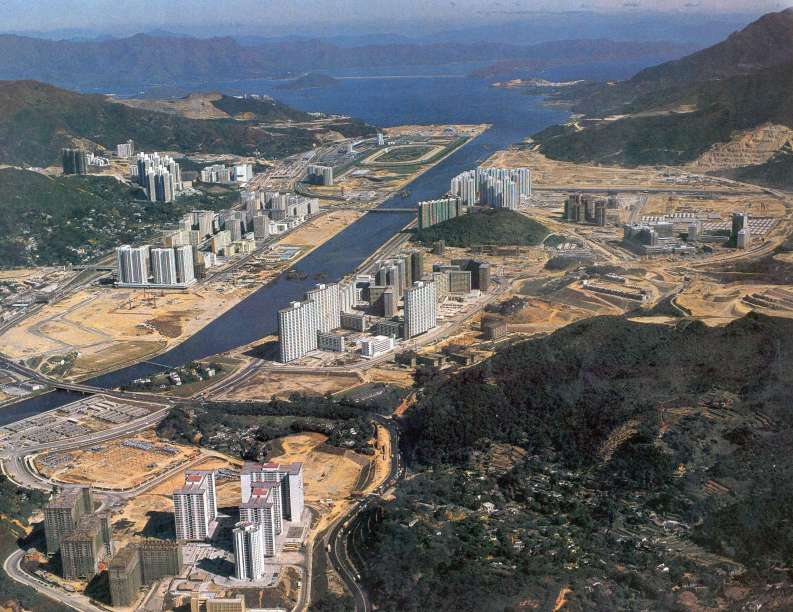
개발 초기의 싱문 강 주변의 사진. 이 지구는 지금 개발이 진행되어 고층빌딩이 밀집되어 있다.

싱문강(중국어: 城門河, 광둥어 sɪŋ11 mʊn11 hɔ11, 북경어: Chéng Mén Hé 청먼허)은 홍콩의 사틴을 흐르는 강이다.

## 역사
싱문강의 발원지는 니들산(Needle Hill)에 있으며, 사틴해에 있는 얕은 만으로 흘러들어간다. 1970년대에 사틴해에서 간척을 시작하면서 사틴 신시진이 성립되었고 싱문강은 7km연장되면서 투루항으로 흘러드는 폭 200 m의 인공 운하가 지구 중앙을 지나고 있다. 사틴해로 흘러들어가는 다른 강은 지금은 싱문 강의 지류이다.
싱문강 수로는 타이와이지구에서 시작되며, 사틴구의 가운데를 관통하여 투루항으로 향한다. 이 수로에는 3개의 주요한 수로가 있으며 각각 타이와이 수로(大圍渠), 포탄 수로(火炭渠), 슈렉위엔 수로(小瀝源渠)라는 이름이 붙여졌다. 싱문강 주변에는 고급 주택가, 여러 가지의 업종의 상공업 빌딩이 흩어져 있다. 싱문강을 잇는 몇 개의 교량이 세워졌다.

## 오염 문제
싱문 강은 일시적으로 가축, 공업, 상업, 가정에서 배출되는 오염 물질로 심각하게 오염되었다. 이러한 곳에서 배출되는 각종 유해물질의 양은 1980년대의 인구 160만명과 맞먹는 수치이다. 당시에는 강에물고기나 다른 생물도 살 수 없었던 죽음의 강이었다.
1993년부터, 싱문 강의 수질이 다시 좋아지면서 물고기나 다른 무척추생물도 나타나기 시작했다.
250미터의 인공 하안이 만라이 누각(文禮閣)에서 가까운 곳에 건설되었다. 이 지역은, 상대적으로 침전물과 악취가 심한 지역이다.

## 이용
싱문 강은 주로 빗물 배수(37km2)로 이용되지만 낚시나, 산책, 사이클링 등으로도 이용되는 인기있는 장소이기도 하다.
싱문 강은 보트, 카누, 카약, 드래건 레이스 등의 수상스포츠가 활성화된 장소이다. 싱문 강에는 2개의 보트 장소가 위치해 있다.